# Bundesgaarder See
Der Bundesgaarder See (dänisch: Bondesgård Sø) ist ein See in Schleswig-Holstein, Kreis Nordfriesland, nahe der Nordseeküste und der dänischen Grenze. Er ist ungefähr 56 Hektar groß und liegt auf dem Gebiet der Gemeinde Neukirchen im Gotteskoog. Wenige hundert Meter östlich liegt der Gotteskoogsee, der früher mit dem Bundesgaarder See eine gemeinsame Wasserfläche bildete.